# 187. jadralni pehotni polk (ZDA)
Za druge 187. polke glej 187. polk.
187. jadralni pehotni polk (izvirno angleško 187th Glider Infantry Regiment; kratica 187. GIR) je bila zračnopristajalna enota Kopenske vojske Združenih držav Amerike.

## Zgodovina
Polk je bil ustanovljen 25. februarja 1943 v Camp Mackallu in dodeljen 11. zračnoprevozni diviziji. Januarja 1944 je bil polk premeščen v Camp Polk in junija istega leta na Novo Gvinejo..